# آسپارن
آسپارن (به فرانسوی: Hasparren) یک کمون در فرانسه است که در Canton of Hasparren واقع شده‌است.

## خصوصیات
آسپارن ۷۷٫۰۱ کیلومترمربع مساحت و ۵٬۷۴۲ نفر جمعیت دارد و ۸۹ متر بالاتر از سطح دریا واقع شده‌است.